# 석린
석린(石隣, ?~1187년)은 고려 중기의 무신이며 무신정변에 가담한 인물 중 한 명이다. 충주 석씨의 시조이다.

## 생애
자세한 출사 경위는 알 수 없으나 후에 이의방의 부하가 되어 1170년 무신정변이 일어났을 때 정중부, 이의방, 이고, 채원, 이의민 등과 함께 가담하였다.
그는 문신들에게 원한이 많았기에 무신정변 때 많은 문신들을 죽였다. 그는 이의민 집권기인 1187년에 동료인 조원정과 함께 문신 문극겸을 제거하기 위해 반란을 일으켰으나 진압 당하고 만다. 그 후, 그는 처형을 당했다.

## 석린이 등장한 작품
- 《무인시대》(KBS, 2003년~2004년, 배우:장순국)